# Molenstraat (Groningen)
De Molenstraat is een voormalige straat aan de oostzijde van de Rademarkt in Groningen uitkomend op de Radebinnensingel. De straat liep oorspronkelijk naar de molen op de Drenckelaarsdwinger (een dwinger is een plaatselijk woord voor een bastion in verdedigingswerken). 
In de jaren '50 was het een volk- en kinderrijke straat, maar ook ernstig in verval. In het kader van de stadsvernieuwing werd besloten de buurt grootschalig te saneren. De woningen werden rond 1965/1967 afgebroken ten gunste van grote verkeerswegen dwars door de binnenstad.
Door veranderde inzichten en een stagnerende groei van de stad Groningen verdwenen de plannen voor verkeerswegen in de prullenbak. De gemeente besloot het (te kleine en verouderde) politiebureau aan het Martinikerkhof te vervangen door een nieuw gebouw aan de Rademarkt dat voldeed aan de nieuwste eisen en dat berekend was op groei. De bouw van dit nieuwe Hoofdbureau van Politie, opgeleverd in 1971, betekende het einde van de Molenstraat. 